# Fran Karačić
Fran Karačić (ur. 12 maja 1996 w Zagrzebiu) – australijski piłkarz chorwackiego pochodzenia grający na pozycji obrońcy w Brescia Calcio.

## Kariera juniorska
Karačić grał jako junior w NK Kustošiji Zagreb (do 2008, 2008–2012), NK Zagreb (2008) i NK Lokomotivie Zagrzeb (2012–2015).

## Kariera seniorska

### NK Lokomotiva Zagrzeb
Karačić zadebiutował w NK Lokomotivie Zagrzeb 11 września 2015 w meczu z Dinamem Zagrzeb (przeg. 0:4). Pierwszą bramkę zawodnik ten zdobył 8 sierpnia 2016 w przegranym 2:3 spotkaniu przeciwko NK Osijek. Łącznie jako stały piłkarz Lokomotivy Australijczyk rozegrał dla niej 111 meczów, strzelając 6 goli.
Karačić po transferze do Dinama został na wypożyczeniu w Lokomotivie. Wystąpił dla niej 32 razy zdobywając 3 bramki.

### NK Lučko
Karačić został wypożyczony do NK Lučko 13 lutego 2015. Zadebiutował on dla tego klubu 1 kwietnia 2015 w starciu przeciwko Cibalia Vinkovci (przeg. 0:1). Łącznie dla NK Lučko Australijczyk rozegrał 8 meczów, nie strzelając żadnego gola.

### Dinamo Zagrzeb
Karačić przeszedł do Dinama Zagrzeb 3 lutego 2020. Nie wystąpił tam w żadnym meczu.

### Brescia Calcio
Karačić przeniósł się do Bresci Calcio 14 stycznia 2021 podpisując trzyletni kontrakt. Zadebiutował on dla tego klubu 21 stycznia 2021 w meczu z AC Monzą (przeg. 0:1).

## Kariera reprezentacyjna

### Chorwacja U-21
Karačić zadebiutował dla reprezentacji Chorwacji U-21 31 sierpnia 2017 w wygranym 0:3 spotkaniu przeciwko Mołdawii. Premierowego gola piłkarz ten strzelił 9 października 2017 w meczu z Czechami. Kolejny raz trafił do siatki 27 marca 2018 w starciu przeciwko Mołdawii. Ostatecznie dla reprezentacji Chorwacji U-21 wystąpił on 8 razy, zdobywając dwie bramki.

### Australia
Karačić mógł grać dla Australii, ponieważ jego ojciec urodził się w tym kraju. Został powołany do szerokiej kadry na Mistrzostwa Świata 2018, jednak nie został ostatecznie wybrany na turniej. Zadebiutował w tej kadrze 3 czerwca 2021 meczu z Kuwejtem (wyg. 3:0). Pierwszą bramkę zawodnik ten zdobył 11 czerwca 2021 w wygranym 3:0 spotkaniu przeciwko reprezentacji Nepalu.
Został powołany do kadry Australii na Mistrzostwa Świata 2022. Wystąpił tam 26 listopada w wygranym 1:0 spotkaniu przeciwko Tunezji.

## Statystyki

### Klubowe
(aktualne na dzień 27 listopada 2023)
| Klub                  | Sezon              | Liga                         | Liga  | Liga   | Puchar kraju | Puchar kraju | Europa | Europa | Suma  | Suma   |
| Klub                  | Sezon              | Liga                         | Mecze | Bramki | Mecze        | Bramki       | Mecze  | Bramki | Mecze | Bramki |
| --------------------- | ------------------ | ---------------------------- | ----- | ------ | ------------ | ------------ | ------ | ------ | ----- | ------ |
| NK Lokomotiva Zagrzeb | 2015/16            | Prva hrvatska nogometna liga | 10    | 0      | 0            | 0            | 0      | 0      | 10    | 0      |
| NK Lokomotiva Zagrzeb | 2016/17            | Prva hrvatska nogometna liga | 19    | 3      | 1            | 0            | 1      | 0      | 21    | 3      |
| NK Lokomotiva Zagrzeb | 2017/18            | Prva hrvatska nogometna liga | 26    | 1      | 3            | 0            | –      | –      | 29    | 1      |
| NK Lokomotiva Zagrzeb | 2018/19            | Prva hrvatska nogometna liga | 32    | 1      | 2            | 0            | –      | –      | 34    | 1      |
| NK Lokomotiva Zagrzeb | 2019/20            | Prva hrvatska nogometna liga | 30    | 2      | 3            | 1            | –      | –      | 33    | 3      |
| NK Lokomotiva Zagrzeb | 2020/21            | Prva hrvatska nogometna liga | 12    | 1      | 2            | 0            | 2      | 0      | 16    | 1      |
| NK Lokomotiva Zagrzeb | Ogólnie            | Ogólnie                      | 129   | 8      | 11           | 1            | 3      | 0      | 143   | 9      |
| NK Lučko              | 2014/15            | Prva nogometna liga          | 8     | 0      | 0            | 0            | –      | –      | 8     | 0      |
| NK Lučko              | Ogólnie            | Ogólnie                      | 8     | 0      | 0            | 0            | 0      | 0      | 8     | 0      |
| Dinamo Zagrzeb        | 2019/20            | Prva hrvatska nogometna liga | 0     | 0      | 0            | 0            | 0      | 0      | 0     | 0      |
| Dinamo Zagrzeb        | 2020/21            | Prva hrvatska nogometna liga | 0     | 0      | 0            | 0            | 0      | 0      | 0     | 0      |
| Dinamo Zagrzeb        | Ogólnie            | Ogólnie                      | 0     | 0      | 0            | 0            | 0      | 0      | 0     | 0      |
| Brescia Calcio        | 2020/21            | Serie B                      | 16    | 0      | 0            | 0            | –      | –      | 16    | 0      |
| Brescia Calcio        | 2021/22            | Serie B                      | 18    | 0      | 0            | 0            | –      | –      | 18    | 0      |
| Brescia Calcio        | 2022/23            | Serie B                      | 24    | 0      | 1            | 0            | –      | –      | 25    | 0      |
| Brescia Calcio        | Ogólnie            | Ogólnie                      | 54    | 0      | 1            | 0            | 0      | 0      | 55    | 0      |
| Ogólnie w karierze    | Ogólnie w karierze | Ogólnie w karierze           | 195   | 8      | 12           | 1            | 3      | 0      | 210   | 9      |

### Reprezentacyjne
| Reprezentacja  | Rok     | Mecze | Bramki |
| -------------- | ------- | ----- | ------ |
| Chorwacja U-21 | 2017    | 6     | 1      |
| Chorwacja U-21 | 2018    | 2     | 1      |
| Ogólnie        | Ogólnie | 8     | 2      |
| Australia      | 2021    | 6     | 1      |
| Australia      | 2022    | 6     | 0      |
| Ogólnie        | Ogólnie | 12    | 1      |

| Mecze i gole w reprezentacji | Mecze i gole w reprezentacji | Mecze i gole w reprezentacji | Mecze i gole w reprezentacji | Mecze i gole w reprezentacji | Mecze i gole w reprezentacji | Mecze i gole w reprezentacji | Mecze i gole w reprezentacji              |
| Chorwacja U-21               | Chorwacja U-21               | Chorwacja U-21               | Chorwacja U-21               | Chorwacja U-21               | Chorwacja U-21               | Chorwacja U-21               | Chorwacja U-21                            |
| Lp.                          | Data                         | Miejsce                      | Gospodarz                    | Gość                         | Wynik                        | Gol                          | Rozgrywki                                 |
| ---------------------------- | ---------------------------- | ---------------------------- | ---------------------------- | ---------------------------- | ---------------------------- | ---------------------------- | ----------------------------------------- |
| 1.                           | 31.08.2017                   | Kiszyniów                    | Mołdawia U-21                | Chorwacja U-21               | 0:3                          |                              | Mistrzostwa Europy U-21 2019 – eliminacje |
| 2.                           | 04.09.2017                   | Hartberg                     | Austria U-21                 | Chorwacja U-21               | 1:1                          |                              | Mecz towarzyski                           |
| 3.                           | 05.10.2017                   | Varaždin                     | Chorwacja U-21               | Białoruś U-21                | 2:1                          |                              | Mistrzostwa Europy U-21 2019 – eliminacje |
| 4.                           | 09.10.2017                   | Varaždin                     | Chorwacja U-21               | Czechy U-21                  | 5:1                          | Gol                          | Mistrzostwa Europy U-21 2019 – eliminacje |
| 5.                           | 08.11.2017                   | Velika Gorica                | Chorwacja U-21               | San Marino U-21              | 5:0                          |                              | Mistrzostwa Europy U-21 2019 – eliminacje |
| 6.                           | 13.11.2017                   | Saloniki                     | Grecja U-21                  | Chorwacja U-21               | 1:1                          |                              | Mistrzostwa Europy U-21 2019 – eliminacje |
| 7.                           | 23.03.2018                   | Opawa                        | Czechy U-21                  | Chorwacja U-21               | 2:1                          |                              | Mistrzostwa Europy U-21 2019 – eliminacje |
| 8.                           | 27.03.2018                   | Velika Gorica                | Chorwacja U-21               | Mołdawia U-21                | 4:0                          | Gol                          | Mistrzostwa Europy U-21 2019 – eliminacje |
| Australia                    |                              |                              |                              |                              |                              |                              |                                           |
| Lp.                          | Data                         | Miejsce                      | Gospodarz                    | Gość                         | Wynik                        | Gol                          | Rozgrywki                                 |
| 1.                           | 03.06.2021                   | Kuwejt                       | Kuwejt                       | Australia                    | 0:3                          |                              | Mistrzostwa Świata 2022 – eliminacje      |
| 2.                           | 11.06.2021                   | Kuwejt                       | Nepal                        | Australia                    | 0:3                          | Gol                          | Mistrzostwa Świata 2022 – eliminacje      |
| 3.                           | 15.06.2021                   | Kuwejt                       | Australia                    | Jordania                     | 1:0                          |                              | Mistrzostwa Świata 2022 – eliminacje      |
| 4.                           | 07.10.2021                   | Doha                         | Australia                    | Oman                         | 3:1                          |                              | Mistrzostwa Świata 2022 – eliminacje      |
| 5.                           | 12.10.2021                   | Saitama                      | Japonia                      | Australia                    | 2:1                          |                              | Mistrzostwa Świata 2022 – eliminacje      |
| 6.                           | 16.11.2021                   | Szardża                      | Chiny                        | Australia                    | 1:1                          |                              | Mistrzostwa Świata 2022 – eliminacje      |
| 7.                           | 27.01.2022                   | Melbourne                    | Australia                    | Wietnam                      | 4:0                          |                              | Mistrzostwa Świata 2022 – eliminacje      |
| 8.                           | 01.02.2022                   | Maskat                       | Oman                         | Australia                    | 2:2                          |                              | Mistrzostwa Świata 2022 – eliminacje      |
| 9.                           | 01.06.2022                   | Al-Wakra                     | Australia                    | Jordania                     | 2:1                          |                              | Mecz towarzyski                           |
| 10.                          | 13.06.2022                   | Ar-Rajjan                    | Australia                    | Peru                         | 0:0 k. 5:4                   |                              | Mistrzostwa Świata 2022 – baraże          |
| 11.                          | 22.09.2022                   | Brisbane                     | Australia                    | Nowa Zelandia                | 1:0                          |                              | Mecz towarzyski                           |
| 12.                          | 26.11.2022                   | Al-Wakra                     | Tunezja                      | Australia                    | 0:1                          |                              | Mistrzostwa Świata 2022                   |

## Sukcesy
Sukcesy w karierze klubowej:

### NK Lokomotiva Zagrzeb
- Wicemistrzostwo Chorwacji (1×): 2019/2020
- Puchar Chorwacji (1×): 2019/2020
- Arena Cup (2×): 2018, 2019